# 花を唄う
「花を唄う」（はなをうたう）は、日本のボカロP・シノ制作のVOCALOID楽曲。2021年1月28日に発表され、ボーカルシンセサイザー・初音ミクが歌唱する。
アプリゲーム『プロジェクトセカイ カラフルステージ! feat. 初音ミク』の「一緒に作ろう!第2回楽曲コンテストプロセカNEXT」採用作品である。

## 概要
2021年6月現在、YouTubeに投稿された動画は100万以上の再生数を記録している。また、ニコニコ動画に投稿された動画は同月現在で20万以上の再生数を記録している。